# Вермут

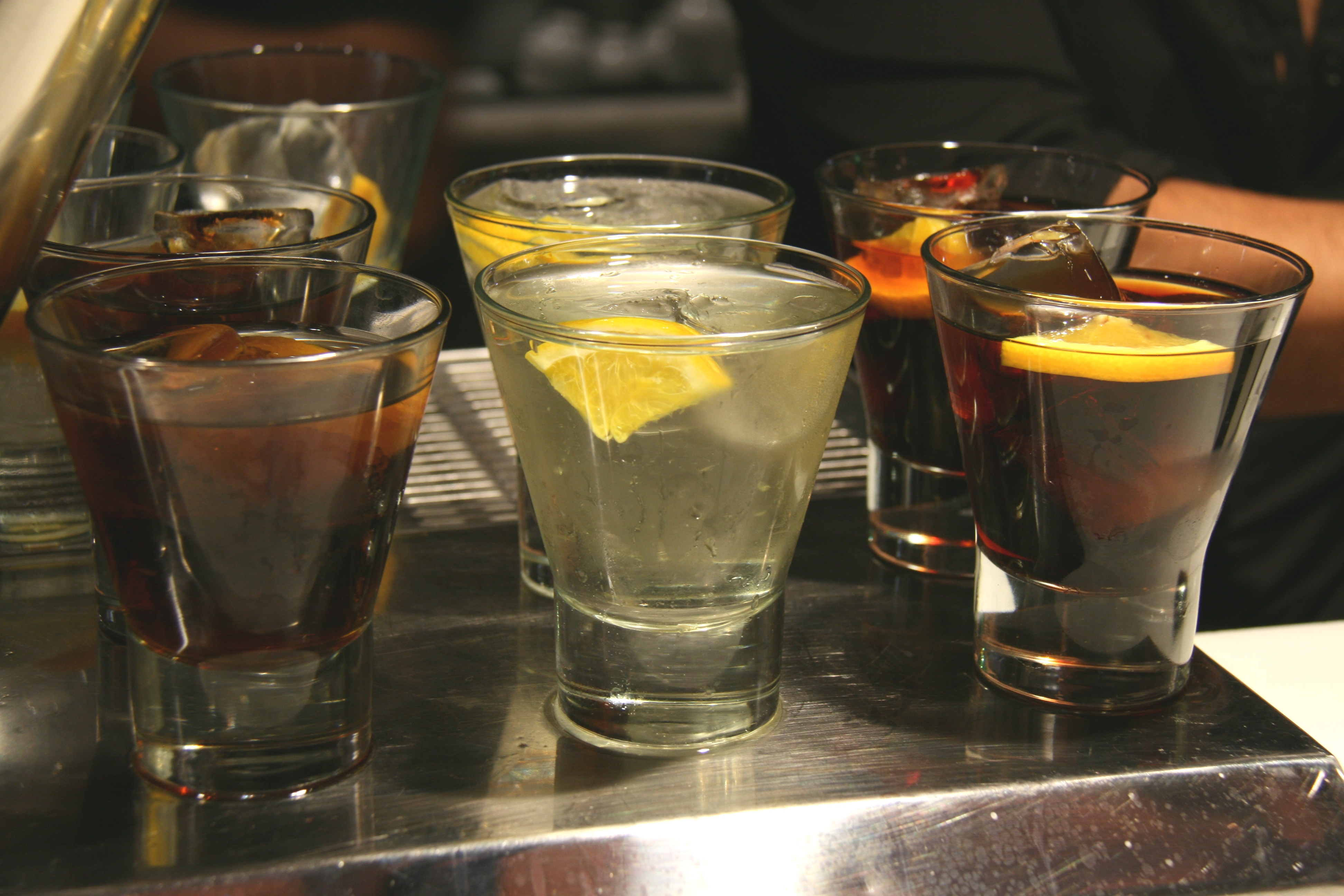
Вермуты различных оттенков

Ве́рмут (от нем. Wermut, букв. — полынь) — наиболее популярный вид ароматизированного вина: креплёное вино, ароматизированное полынью, а также другими травами и пряностями. Изобретён в Италии во второй половине XVIII века.

## История
До появления вермута ароматизированные вина, как правило, имели медицинское применение. Первое предприятие по выпуску вермута (как и аперитива вообще) было основано Антонио Бенедетто Карпано в Турине в 1786 году. Благодаря Карпано сладкий вермут стали подавать в туринских кафе в качестве аперитива специально для дам. Кафе Карпано было настолько популярно, что не закрывалось даже ночью.
Сухой вермут первым стал выпускать француз Жозеф Нуайи (в 1800-1813 гг.) в провансальском городе Марсейан. Так как родиной красных, сладких вермутов считается Италия, а сухих белых — Франция, в коктейльных справочниках нередко можно увидеть маркировку Italian vermouth или French vermouth. В данном случае это говорит о стилистике вермута, а не о месте его производства.
С конца XIX века вермут становится неотъемлемым ингредиентом множества классических коктейлей, таких как Мартини, Манхеттен, Негрони. Также с начала XX века можно найти рецепты блюд, где используется сухой вермут как альтернатива белому вину.

## Производство
В большинстве вермутов используются белые, нейтральные вина, но встречаются примеры, где практикуют добавление и красных вин. У большинства красных сладких вермутов цвет обусловлен добавлением карамели. Для ароматизации основы используется большое количество различных трав, цветов, семян и кореньев. Основным компонентом любого вермута является горькая или понтийская полынь — доля полынной эссенции в различных вермутах доходит до 50 % от всех ароматизаторов. Далее идут: тысячелистник — 18—20 %, мята — 9—11 %, корица — около 10 %, кардамон — 7—8 %, чёрная бузина — 5—6 %, мускатный орех — 3—5 %. Всего добавок может быть несколько десятков.
Помимо полыни, характерную горечь вермуту могут придавать кора хинного дерева, дубовник, пижма и шандра. Цветы бузины в сочетании с плодами кориандра и лимонной коркой могут развить в напитке сильный мускатный тон. Бессмертник, розмарин, можжевёловая ягода и зверобой добавляют в вермут смолистые оттенки. Мелисса, котовник и лимонная полынь придают букету цитрусовую ноту. А для смягчения контраста столь противоречивых компонентов в вермут в небольших количествах добавляют настои ромашки, гвоздики и ирисового корня. Виноделы считают, что эти составляющие способны мягко объединить весь комплекс ароматов вермута. А для закрепления букета используют сочетание экстрактов ванили, кардамона и аира.
Все растительные добавки подсушивают и растирают, а затем настаивают на водно-спиртовом растворе в больших вращающихся чанах. Длится этот процесс около двадцати дней. За это время эфирные масла, смолы и прочие вещества растворяются и составляют необходимый букет. Перед воссоединением и экстракт, и вино-основа тщательно очищаются и фильтруются. Потом к ним добавляют ещё два необходимых ингредиента, сахар и спирт: первый — для того, чтобы сгладить излишнюю горечь экстракта, а второй — для лучшего растворения ароматических веществ и консервации. Дальше напиток проходит через стадию стабилизации — охлаждается до температуры минус 5 градусов[прояснить] и вновь фильтруется. После чего постепенно в течение недели восстанавливается нормальная комнатная температура.
Общая же продолжительность обработки до розлива может составлять от двух месяцев до одного года.

## Классификация

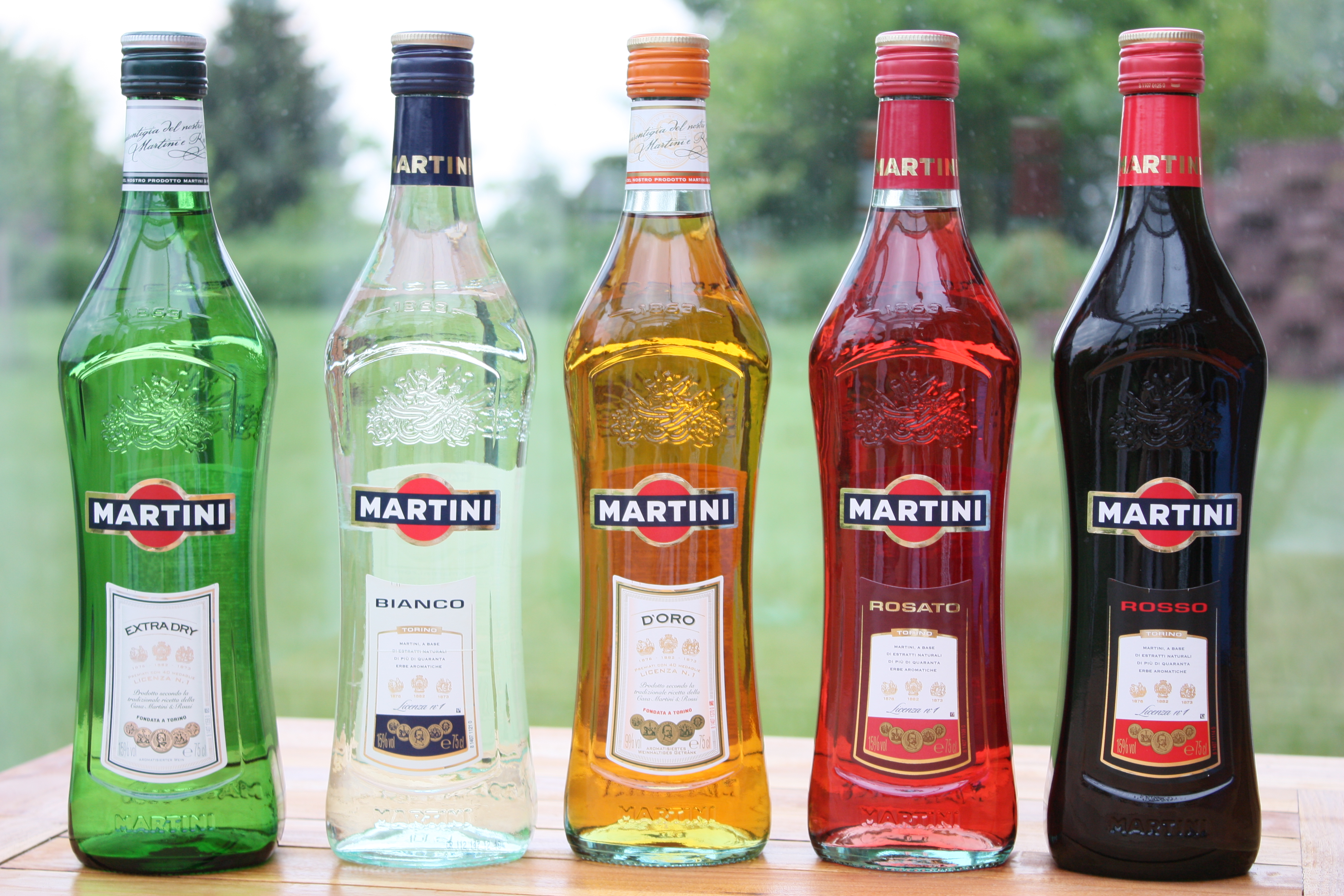
Пять классических вариантов вермута Martini

Специалисты делят вермуты на пять групп:
- Vermouth Secco (сухой) — сухой вермут, содержание сахара в котором не превышает 4 %;
- Vermouth Bianco — белый вермут, содержит от 10 до 15 % сахара;
- Vermouth Rosso (сладкий) — красный вермут с содержанием сахара больше 15 %;
- Vermouth Rose — розовый вермут с концентрацией сахара между белым и красным;
- Vermouth Bitter — горький вермут относится к биттерам и употребляется, как правило, в качестве дижестива в помощь пищеварению.

Классическими вермутами считаются итальянские и французские. Основными производителями вермута являются: Италия — Martini, Campari, Carpano, Cinzano, Barbero, Ricadonna, Gancia; Франция — Lillet, Noilly Prat, Bussot, Dollin.
Кроме Италии и Франции, вермуты производят в Испании, США, Аргентине, Германии, Голландии, Чехии, Болгарии, Румынии, Венгрии, Молдавии, России, Украине, в других странах.
В России выпускают вермут двух типов: крепкий и десертный. Крепкий содержит этилового спирта 18 % об. и сахара 100 г/дм³, десертный — соответственно 16 % об. и 160 г/дм³. Как крепкий, так и десертный вермут вырабатывают трёх видов: белый, розовый и красный.